# رولان بارت
رولان بارت (به فرانسوی: Roland Barthes) (۱۲ نوامبر ۱۹۱۵–۲۵ مارس ۱۹۸۰) نویسنده، فیلسوف، نظریه‌پرداز ادبی، منتقد فرهنگی، و نشانه‌شناس مشهور فرانسوی بود.
از جمله مؤلفه‌های مهم آثار او ساختارگرایی و پساساختارگرایی و همچنین تحلیل نشانه‌شناسانهٔ متون ادبی و پدیده‌های فرهنگی‌اند.
رولان بارت بین سال‌های ۱۹۷۷ تا ۱۹۸۰ استاد کرسی نشانه‌شناسی در کلژ دو فرانس بود.

## زندگی
رولان بارت در ۱۲ نوامبر ۱۹۱۵ در شربورگ-اکتوویل در نرماندی فرانسه به دنیا آمد. پدرش در سال ۱۹۱۸ در جنگ جهانی اول کشته شد. دوران کودکی او به همراه مادرش در بایون سپری شد.

### مرگ
در ۲۵ فوریه ۱۹۸۰، بارت هنگام قدم زدن به سمت خانه در یکی از خیابان‌های پاریس با یک ون لباسشویی تصادف کرد و به زمین افتاد. یک ماه بعد، در ۲۶ مارس، وی بر اثر جراحات قفسهٔ سینه که در آن تصادف متحمل شده بود، درگذشت.